# Bob Hogsett
Robert Leonard Hogsett, detto Bob (Blacksburg, 29 gennaio 1941 – Blacksburg, 5 dicembre 1984), è stato un cestista statunitense, professionista nella NBA e nella ABA.